# Heinrich Peter (Politiker)
Heinrich Peter (* 5. März 1801 in Fuhlen im Landkreis Hameln-Pyrmont; † 3. Februar 1877 ebenda) war ein deutscher Bürgermeister und Mitglied der zweiten Kammer der Kurhessischen Ständeversammlung.

## Leben
Heinrich Peter wurde als Sohn des Ökonomen Johann Heinrich Peter und dessen Ehefrau Johannette Meister geboren. 
Er übernahm in seinem Heimatort den väterlichen Landwirtschaftsbetrieb und wurde Bürgermeister von Fuhlen. 
Von 1858 bis 1862 (16. bis 19. Landtag) hatte er ein Mandat für die zweite Kammer der Kurhessischen Ständeversammlung. Von 1862 bis 1866 war er Mitglied des 20. und 21. Landtages.